# Musala
Musala (2.925 moh.) er det højeste bjerg i Bulgarien og også det højeste på hele Balkanhalvøen. Bjerget ligger i Rilabjergene som ligger ca. 10 mil sydøst for Sofia.
Musala er rangeret som nr. 7 på listen over bjerge i Europa med størst primærfaktor (prominence). Bjerget har også en sekundærfaktor på omkring 800 km, mod Reißeckgruppen i Østrig.
Musala anses for et let bjerg at bestige. Der går tovbane fra Borovets op til Jastrebetshytten på 2.369 moh. og herfra er det enkelt at gå op til toppen.